# Desnudo femenino (Aurelia Navarro)
Desnudo femenino es una pintura de Aurelia Navarro presentada en la Exposición Nacional de Bellas Artes de 1908.

## Descripción
Es un óleo sobre lienzo. Sus dimensiones son de 93 x 160 cm. Pertenece a la colección de la Diputación Provincial de Granada. Muestra a una mujer de espaldas, desnuda sobre un lecho adornado con flores. El reflejo reconocible de su rostro en un espejo hace alusión a la Venus del espejo de Velázquez que dos años antes había sido adquirida por suscripción popular para la National Gallery de Londres.

## Historia
Fue premiado con una medalla de tercera clase en la Exposición de 1908, pero el estado no compró la obra aunque era lo que se hacía habitualmente. La otra mujer galardonada fue María Blanchard.
La polémica suscitada por la autoría femenina y la aparición en prensa del nombre de la autora hizo que progresivamente esta fuera abandonando la pintura hasta ingresar en la Congregación de las Adoratrices Esclavas del Santísimo Sacramento y de la Caridad en 1923.
Fue adquirida por 2000 pesetas por la Diputación de Granada. Desde 2021 forma parte de la colección del Museo Casa de los Tiros de Granada.

## Exposiciones
- Exposición Nacional de Bellas Artes de 1908[5]
- María Luisa de la Riva (1859 - 1926) y otras creadoras de su tiempo. Paraninfo de la Universidad de Zaragoza (2014)[6]
- Invitadas. Fragmentos sobre mujeres, ideología y artes plásticas en España (1833-1931). Museo del Prado (2020)[1]